# Улгілі (Аксуський район)
Улгілі́ (каз. Үлгілі) — село у складі Аксуського району Жетисуської області Казахстану. Входить до складу Ойтоганського сільського округу.
У радянські часи село називалося Ульгулі.
Населення — 49 осіб (2021; 103 у 2009, 241 у 1999, 364 у 1989).